# جونينيو (لاعب كرة قدم مواليد 1983)
جونينيو (الكورية: 주니우 세자르 아르칸주) (بالبرتغالية: Júnio César Arcanjo) هو لاعب كرة قدم كوري جنوبي وبرازيلي في مركز الوسط، ولد في 11 يناير 1983 في نوفا ليما في البرازيل. شارك مع منتخب البرازيل تحت 20 سنة لكرة القدم. أما مع النوادي، فقد لعب مع أتلتيكو مينيرو ونادي باهيا ونادي دايجو ونادي ريو برانكو ونادي فلومينينسي وناسيونال ماديرا.

## وصلات خارجية
- جونينيو (لاعب كرة قدم مواليد 1983) على موقع الاتحاد الدولي (مؤرشف)  (الإنجليزية)
- جونينيو (لاعب كرة قدم مواليد 1983) على موقع دوري كوريا الجنوبية (الإنجليزية)
- جونينيو (لاعب كرة قدم مواليد 1983) على موقع قاعدة بيانات كرة القدم.إي يو (الإنجليزية)
- جونينيو (لاعب كرة قدم مواليد 1983) على موقع Soccerway.com (الإنجليزية)
- جونينيو (لاعب كرة قدم مواليد 1983) على موقع عالم كرة القدم.نت (الإنجليزية)